# Psyrassa sthenias
Psyrassa sthenias là một loài bọ cánh cứng trong họ Cerambycidae.